# Károly Aggházy

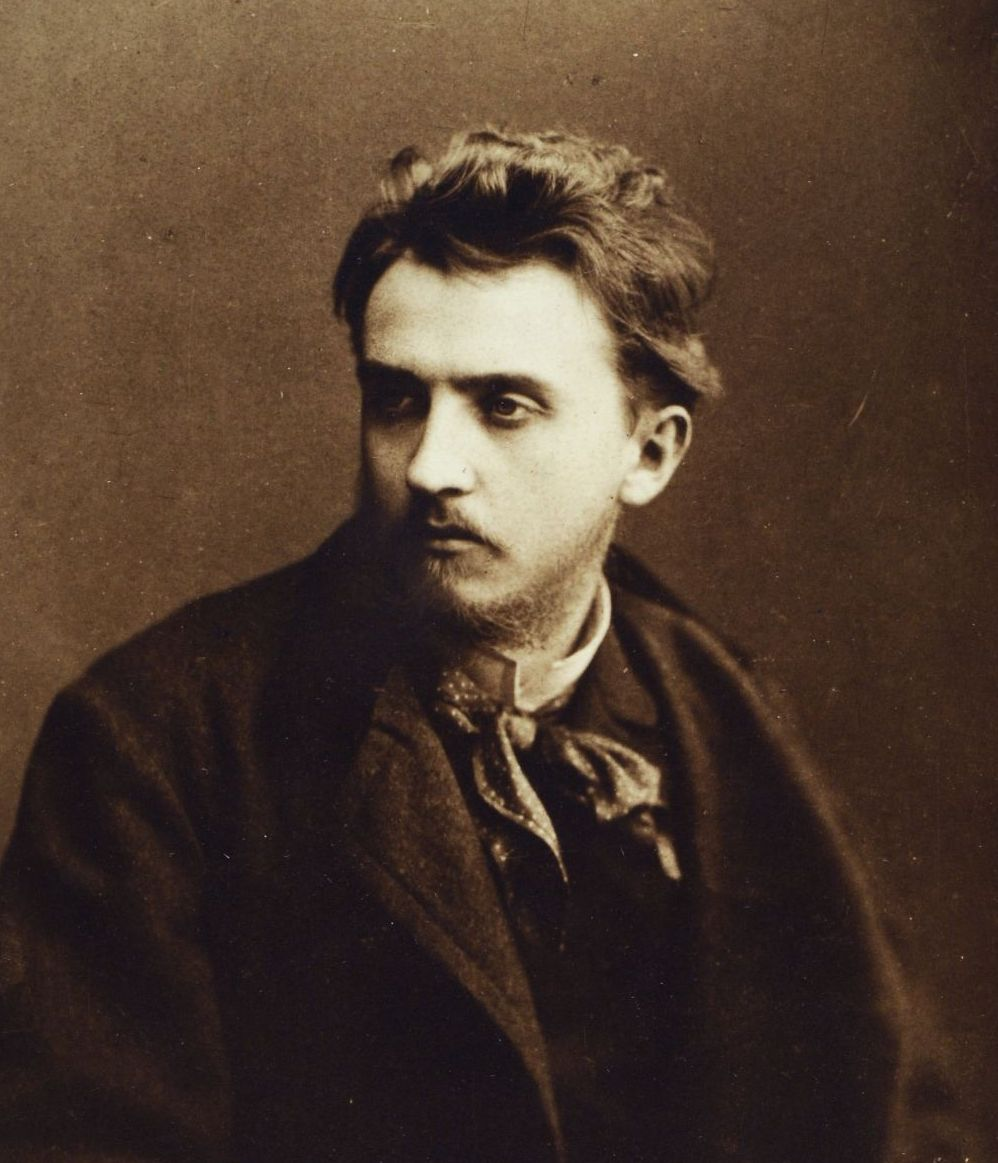
Károly Aggházy

Károly Aggházy [ˈkaːroj ˈɒkhaːzi] (geboren 30. Oktober 1855 in Pest, Kaisertum Österreich; gestorben 8. Oktober 1918 in Budapest, Österreich-Ungarn) war ein ungarischer Pianist und Komponist.

## Leben
Károly Aggházy hatte ersten Klavierunterricht bei I. Bartalus. Von 1867 bis 1870 studierte er am Ungarischen Nationalkonservatorium in Pest. Hier hatte er Unterricht bei Josef Erney (1846–1929) und Antal Zapf (vor 1840 bis um 1870). Nach einer Begegnung mit Franz Liszt am 11. August 1870 in Szekszárd, bei welchem er ihm vorspielte und ihm seine bisherigen Kompositionsversuche vorlegte, ging er mit der Fürsprache Liszts nach Wien. um am Konservatorium der Musikfreunde zu studieren. Er war in der Klavierklasse von Josef Dachs und in der Kompositionsklasse von Felix Otto Dessoff. Nach eigenen Angaben nahm er auch bei Anton Bruckner Kompositionsunterricht. 1873 gewann er am Konservatorium einen ersten Preis im Klavierspiel was ihm für 1873 und 1874 ein staatliches Stipendium in Budapest einbrachte. Es folgte in den Jahren 1875 bis 1878 ein Studium an der Budapester Musikakademie. Er hatte in dieser Zeit Klavierunterricht bei Franz Liszt und Kompositionsunterricht bei Robert Volkmann. ist Ab ungefähr 1879 konzertierte er als Pianist. Ab 1883 wirkte er als Lehrer am Stern’schen Konservatorium in Berlin. Später lehrte er am Nemzeti Zenede in Budapest.
Neben der Oper Maritta schrieb er im Wesentlichen Kammermusik und Klavierstücke.

## Werke (Auswahl)

### Musik für die Bühne
- A Borzáné Marcsája (Frau Borzas Tochter Marie), Singspiel in 3 Akten. Zusammen mit: Jenő Hubay. Libretto: Tihané Almási Balogh. Uraufführung: 8. Mai 1880, Budapest, Volkstheater
- Szép leányok (Schöne Mädchen), Musik zum Schauspiel von Gergely Csiky. Uraufführung: 4. Februar 1881, Budapest, Volkstheater
- A Művészet diadala (Triumph der Kunst), Pantomime in 1 Akt, op. 28, Libretto: K. Pejacsevich. Komponiert 1894
- Maritta, a korsós Madonna (Maritta, die Madonna mit dem Kruge), Oper in 2 Akten, op. 32, Libretto: Irene K. Fuhrmann. Komponiert 1895. Uraufgeführt: 14. Oktober 1897, Budapest, Königliches Opernhaus. Das Sujet entstammt dem Buch Die Klöster der Christenheit. Ort der Handlung ist das spanische Kloster von Yuste[4] OCLC 247667313
- A Ravennai nász (Die Hochzeit von Ravenna), Oper in 2 Akten. Libretto: Dezső Orbán. Komponiert 1908. Nicht aufgeführt.

### Instrumental- und Vokalmusik

#### Werke mit Opuszahl
- Andante und Scherzo für Orchester op. 1, 1878
- Tíz magyar dal [Zehn ungarische Lieder] op. 5, Budapest
- Nocturne für Klavier H-Dur op. 6, Anna Cartwright gewidmet, C. F. Kahnt, Leipzig, 1885 OCLC 497089234 (Digitalisat beim IMSLP)
- Puszta Klänge, Sonate dramatique, Konzertduo für Klavier und Violine über ungarische Volksmelodien in Zigeuner Weise op. 7, Schott und Söhne, Mainz, 1885 OCLC 69047208
- Toquade F-Dur für Klavier op. 8, Kálmán Chován gewidmet, C. F. Kahnt, Leipzig, 1885 (Digitalisat beim IMSLP) I Allegro capriccioso - Alla Ländler - Piú mosso
- Phantasiestücke für Klavier op. 10, Robert Radecke gewidmet, C. F. Kahnt, Leipzig, 1885 (Digitalisat beim IMSLP) I Eroica, 1885 OCLC 497089251 II Idylle
- Ungarische Tänze für Klavier op. 11, I Palotás, 1885 OCLC 497089317 II Toborzó III Munkácsy nótája, Csárdás für Klavier, Harmonia, Budapest, 1883 (Digitalisat beim IMSLP)
- Kleine Rhapsodien für Klavier, C.F. Kahnt, F.S.S. Hofmusikalienhandlung, Leipzig, 1884 op. 12 OCLC 497089149 (Digitalisat beim IMSLP)
  - Kleine Rhapsodie Nr. 1 a-moll für Klavier, C.F. Kahnt, F.S.S. Hofmusikalienhandlung, Leipzig, 1884 OCLC 1198159282
  - Kleine Rhapsodie Nr. 2 cis-moll für Klavier, C.F. Kahnt, F.S.S. Hofmusikalienhandlung, Leipzig, 1884 OCLC 1198159172
- Poëmes hongroise für Klavier zu 4 Händen op. 13, Bote & Bock, Berlin, 1887 OCLC 497089272 (Digitalisat beim IMSLP) I Allegro non troppo - Piú vivace - Tempo I II Lento moderato con affetto III Allegro vivace IV Andante con moto V Allegro con spirito
- Fantasie in Form von Variationen über das Weihnachtslied Es ist ein Ros entsprungen von Michael Prätorius für Klavier op. 14, Bote & Bock, Berlin, um 1888 (Digitalisat beim IMSLP)
- Danse de Noces (Lakodalmas) für Klavier zu vier Händen op. 15, Harmonia, Budapest, 1889 (Digitalisat beim IMSLP) Vivo - Poco Lento - Piú mosso - Tempo I - Poco lento - Piú mosso - Presto
- Moment chracteristiques op. 16, Bote & Bock, Berlin, 1883–1886 (Digitalisat beim IMSLP) I Dedicace II La colére III Consolation IV Le coeur revolté V Prélude pathétique VI Bonheur d’amour VII Lied nach Heinrich Heine VIII L’inquiétude IX Humoresque X Caprice
- Öt magyar férfinégyes [Fünf ungarische Männerquartett] op. 17, Texte von Sándor Petőfi und Géza Kacziány (1856–1939)
- Rondo all'ongharese pour piano à quatre mains, op. 18, No. 1, Leopold Carl Wolf gewidmet, Bote & Bock, Berlin, um 1888 OCLC 916119957 (Digitalisat beim IMSLP)
- Marcia pour piano à quatre mains op. 18 No. 2, Bote & Bock, Berlin, um 1888 OCLC 916119909 (Digitalisat beim IMSLP)
- Suite hongroise für Klavier zu vier Händen op. 19, Harmonia Budapest um 1888 (Digitalisat beim IMSLP) I Mélodie II Danse III Intermezzo IV Rhapsodie
- Variationen über das Thema „Une fiévre brulate“ aus der Oper der „Richard coeur de lion“ von André-Ernest-Modeste Grétry für Klavier op. 20
- Etude de concert für Klavier g-Moll op. 21, Franz Liszt gewidmet, E. Bote & G. Bock, Berlin und Posen, 1886 OCLC 497089121 (Digitalisat beim IMSLP) Allegro
- Ländlerstimmungen zum Konzertbortrag für Klavier op. 22, Harmonia, Budapest, 1889 (Digitalisat beim IMSLP) I Allegretto espressivo II Molto espressivo III Piú Vivo IV Con vivacità V Poco sostenuto VI Allegro con brio - Piú tranquillo VII Semplice VIII Allegro rustico
- Fünf Lieder op. 23, Rózsavölgyi & Co, Budapest, 1894 (Digitalisat beim IMSLP) I Bitte, Text: Nikolaus Lenau II Frühlingslied, Text: Heinrich Heine III Nachtgruss, Text: Emanuel Geibel IV Im Mondenschein, Text: Wilhelm Friedrich Ruperti (1805–1867) V Unter der Linde, Text: Rudolf Hoyos (1821–1896)
- Fünf Ländler-Impromptus op. 24, Jules Hainauer, Breslau, 1897 (Digitalisat beim IMSLP) I Mit zurückgehaltener Leidenschaft (Valse mélancolique) II Schwermüthig -- Tranquillo III Munter IV Verliebt V Lebhaft
- Streichquartett f-moll op. 25, 1892
- Trois Mazurkas für Klavier op. 26, 1895, Jules Hainauer, Breslau, 1897 (Digitalisat beim IMSLP) I Con anima II Vivo III Vivace
- Vier Capricen in Oktaven op. 27, István Tomka gewidmet, Jules Hainauer, Breslau, 1897 (Digitalisat beim IMSLP) I Alla marcia II Andante con moto III Allegretto IV Allegro scherzando
- Musique de pantomime, nach einem Gedicht der Komtess Katinka Pejacsevics für Klavier op. 28, Jules Hainauer, Breslau, 1897 OCLC 889024320 (Digitalisat beim IMSLP) I Ouverture II Pierrot et Pierrette III Gavotte IV Duettino V Tarantelle
- 3 Pièces intimes op. 29, Jules Hainauer, Breslau, 1897 (Digitalisat beim IMSLP)I Romance II Petit Impromptu III Pastourelle
- Sechs Lieder für eine Singstimme mit Klavierbegleitung op. 30, Raimund von Zur Mühlen gewidmet, bei C. Kieslers Musikverlag, Leipzig, 1898 (Digitalisat beim IMSLP) I Im wunderschönen Monat Mai, Text: Heinrich Heine II Es schauen die Blumen Text: Heine III Schelmenlied, Text: Roderich IV Das ist ein Brausen, Text: Heine V Sag mir, wer einst Text: Heine VI Der Tod, Text: Heine
- Sechs Lieder für Singstimme und Klavier op. 31, C. Kiesler's Musik-Verlag, Leipzig, um 1896/1897 (Digitalisat beim IMSLP) I Die Schäferin, Text: Heinrich Heine II Vergangenheit, Text: Lenau III Ich stand in dunklen Träumen, Text: Heine IV Im Walde wandl ich, Text: Heine V Lieb Liebchen, Text: Heine VI Trauer, Text: Lenau
- Trois pieces für aKlavier op. 33. I Prelude II Nocturne III Valse-Impromptu
- Nyolc férfinégyes [Acht Männerquartette] op. 34, Budapest, 1904, Texte von Gregor Czuczor, Gyula Reviczky (1855–1889), Mór Jókai und L. Pósa
- Magyar hangulatok [Ungarische Stimmungen] für Klavier op.35, Pesti Könyvnyomda Rt, Budapest, nach 1900 (Digitalisat beim IMSLP) I Est a Táborban [Abends im Feldlager] II Enyelgés [Tändelei] III Tavaszkor [Im Frühling] IV Pajzánkodás [Scherzerei] V Éjjeli dal [Nachtgesang]
- Rákóczi gyászinduló [Rákóczi-Trauermarsch] für Blasorchester op. 36, Budapest, 1905
- Gyászhangok Rákóczi Ferenc emlékére [Trauerklänge in Memorial Ferenc Rákóczi], sinfonische Dichtung op. 37, 1905
- Drei Amusements, Konzertetüden in Sexten op. 38, den Kollegen am Nationalkonservatorium in Budapest gewidmet, Charles Rozsnai, Budapest (Digitalisat beim IMSLP) I Allegretto von calore II Allegretto adirato III Tempo giusto cappricioso
- Acht zweistimmige Stücke als Vorstudien zu Bach, Karl Rozsnyai, Budapest, um 1910 (Digitalisat beim IMSLP) I Allegretto II Allegretto grazioso III Vivo giocoso IV Andante dolente V Allegretto moderato VI Vivace scherzando VII Lento maestoso VIII Poco allegro agilemente
- Zwölf dreistimmige Studien als Vorstufe zu den 3 stimmigen Inventionen Joh. Sebastian Bach's op. 40. Rózsavölgyi, Budapest OCLC 843193507 (Digitalisat beim IMSLP)
- Vier Klavierstücke op. 41, D. Rahter, Leipzig, 1912 (Digitalisat beim IMSLP) I Duo II Ritornell III Badinage IV Präludium und Fuge
- In the forest für Klavier op. 42, Art Publication, Society, St. Louis, 1913 (Digitalisat beim IMSLP) I By moonshine 1913 II Huntinh Humoresque III Fairy Play
- Klavierquintett g-Moll op. 43, 1912

### Werke ohne Opuszahl
- Abendstimmung, Impression du Soir, für Violine und Klavier, Jenő Hubay gewidmet, 1881 OCLC 497089106 (Digitalisat beim IMSLP)
- Cinka Panna Dala für Gesang und Klavier, Rozsnyai Károly, Budapest, Erstveröffentlichung um 1907 (Digitalisat beim IMSLP)
- La Danse de la petite sorcière für Klavier, Le Figaro illustré, 1897 (Digitalisat beim IMSLP)
- Elégia für Klavier, Aloyse Bodó gewidmet, Rozsnyai Károly, Budapest, um 1910 (Digitalisat beim IMSLP) Tranquillo

- Este van már [Es ist schon abend] für Singstimme und Klavier, Text: Gyula Vargha (1853–1929), Budapest
- Fantaisie ziganesque für Violine und Klavier, 1880 mit Jenő Hubay
- Gavotte - Musette, Rozsnyai Károly, Budapest, 1897 (Digitalisat beim IMSLP) Allegretto grazioso
- In der Ferne für Singstimme mit Klavierbegleitung, Text: Ludwig Uhland, Rose Cebrian gewidmet, Herrmann Weinholtz, Berlin (Digitalisat beim IMSLP)
- Mint a harmat für Singstimme und Klavier, Harmonia, Budapest, um 1910 (Digitalisat beim IMSLP)
- Ninon, Sérénade für Gesang und Klavier, Text: nach Alfred de Musset, Harmonia, Budapest, 1889 (Digitalisat beim IMSLP)
- Rákóczi, sinfonische Dichtung für Sopran, Tenor, Bariton, Bass, gemischten Chor und Orchester, Text: Gyula Kováts, 1906
- Sárosi-nota [Sárosi-Weise], Budapest, 1882
- Serenata alla Chitarra für Klavier, Weinholtz, Berlin, um 1884 OCLC 497089303 (Digitalisat beim IMSLP) Allegrettino placido
- Soirées hongroises für Klavier, Jules Hainauer, Breslau, 1895 (Digitalisat beim IMSLP) I Poco lento cantabile - Allegro vivace II Andante III Tempo giusto - Poco piú moto - Tempo I IV Allegro con tenerezza - Piú mosso - Adagio - Tempo I V Lento drammatico - Poco allegretto - Con passione - Allegro - Piú fuocoso - Veloce - Allegro vivace
- Sonata dramatique für Klavier und Violine, um 1885 komponiert
- Valse sentimentale, um 1885 komponiert
- Klavierquintett g-moll, 1897

## Diskographie
- 2021: Sławomir P. Dobrzański: Károly Aggházy – Works for Piano (Acte Préalable AP0511)[5]